# 김을동
김을동(金乙東, 1945년 10월 10일 (1945년 음력 9월 5일)~)은 대한민국의 영화배우 겸 연기자였었던 정치인이었다. 배우 생활을 은퇴한 이후에는 정치인으로 활동했으며 대학 교수로도 활동했다. 그의 아들 송일국이 어머니에 이어 2대째 연기중이다.

## 학력
- 서울재동국민학교 졸업
- 풍문여자중학교 졸업
- 풍문여자고등학교 졸업
- 중앙대학교 정치외교학과 중퇴

## 생애

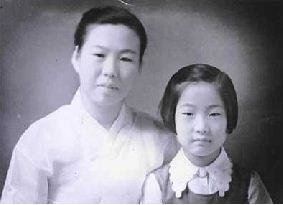
어린 시절(1955년 1월) 어머니 이재희와 함께한 모습

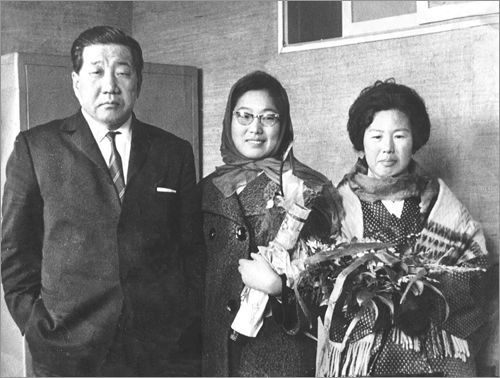
1963년 2월, 서울 풍문여자고등학교 졸업식에서 부친 김두한, 모친 이재희와 함께한 모습

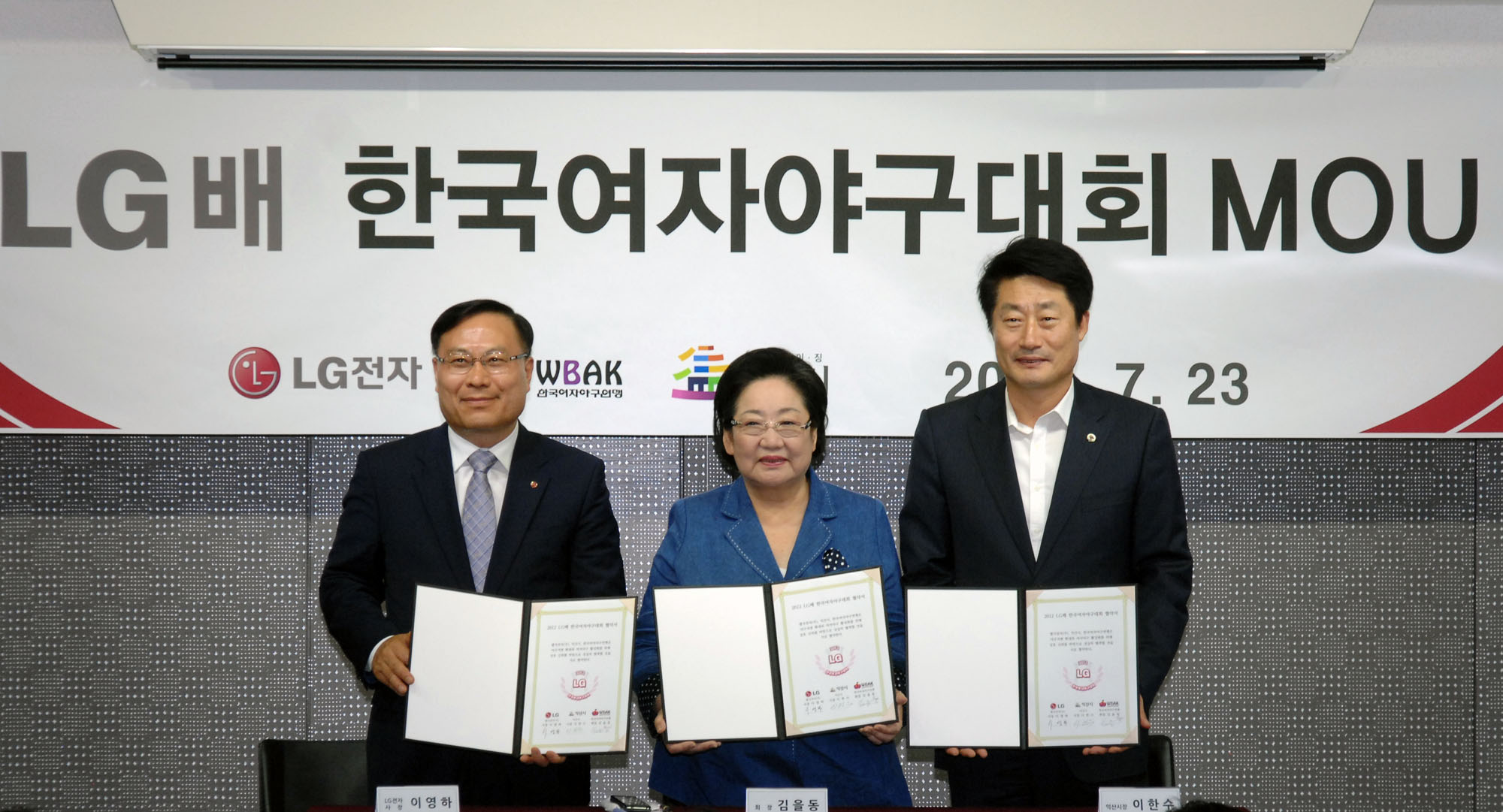
2012년 7월 23일, 이한수 익산시장(오른쪽), LG전자 경영지원부문장 이영하 사장(왼쪽)과 함께 서울 도곡동 야구회관에서 ‘LG배 한국여자야구대회’ 개최를 위한 MOU를 체결하는 한국여자야구연맹 김을동 회장(중앙)

서울 종로에서 출생하였으며 지난날 한때 경기도 광주에서 잠시 유아기를 보낸 적이 있는 그녀는 1963년 연극배우 첫 데뷔 이후 45년이 지난 2008년 1월 21일, 연기자 분야에서 사실상 은퇴하였다. 본관은 안동(安東)이고 호(號)는 소당(蔬堂)이다.
1963년 서울 풍문여자고등학교를 졸업했으며 이후 중앙대학교 정치외교학과를 중퇴하였다. 1963년 연극배우 첫 데뷔하였으며 이듬해 1964년 뮤지컬 배우 데뷔하였고 3년 후 1967년 DBS 동아방송 공채 성우 입사 1년 후 1968년 TBC 동양방송 공채 성우로 이적 입사하여 방송계 활동을 시작하였으며, 40여년 간 드라마 출연으로는 《전설의 고향》, 《용의 눈물》, 《가보면 알 거야(영구와 땡분이 You'll Know When You Get There)》, 《사랑은 지금부터 시작이야(This Is The Beginning Of Love)》, 영화 《마파도》, 《카리스마 탈출기》, 시트콤 《김치 치즈 스마일》, 드라마 《반올림 3》, 《며느리 전성시대》 등 다수 작품에서 활동했다. 또한 유동근, 박상원, 전광렬 등 연기자들에게 연기 지도를 해 준 일화도 유명하며 "김을동 사단"으로 불리었다.
1995년 전국동시지방선거에서 민주당 소속으로 서울 동대문구 제3선거구에 출마하여 서울특별시에서 최다득표를 얻으며 서울시의회 의원에 당선되었으며 현직 서울시의원 재임 중 민주당 탈당하였고 끝내 1996년 제15대 총선 출마를 위해 서울시의원 사퇴하였지만 총선 낙선하였다. 2000년 4월 13일에 실시된 대한민국 제16대 총선에서 경기도 성남시 수정구의 자유민주연합 지역구 후보로 출마했으나 낙선하였으며, 2004년 4월 15일에 실시된 대한민국 제17대 총선에서 한나라당 후보로 또 다시 경기도 성남시 수정구에 출마하였으나 재차 낙선하였다. 이후 2008년 1월 29일, 친박연대에 당무위원으로 신규 입당하여 2008년 4월 9일에 실시된 대한민국 제18대 총선에서 친박연대의 비례대표 후보로 출마해 당선됐다. 이는 부친인 김두한 전 의원에 이은 2대째의 정계 진출이다.
2011년 방송통신위원회 국정감사에서 SK커뮤니케이션즈의 개인 정보 3,500만 건 해킹 사고의 원인이 SK커뮤니케이션즈 내부의 보안 시스템 부실에 있음을 밝혀 내 전 국민적 관심을 집중받기도 했으며 문화체육관광부 국감에서 정부의 콘텐츠 산업에 대한 포상 홀대와 한류 수출 대상의 제정을 촉구하고, 전통문화예술에 대한 정부 지원의 부족과 활성화 방안을 내놓는 등 문화산업 종사자와 예술인들에게서 좋은 평가를 받기도 했으며, 2011년 국감 우수 의원에 선정되기도 하였다.
2012년 대한민국 제19대 총선에서 24년 동안 민주당 후보가 당선된 서울특별시 송파구 병 선거구에서 새누리당 후보로 출마하여 당선되었다. 제3, 6대 재선이었던 부친 김두한 전 의원에 이은 최초 부녀 재선 국회의원으로 기록되었다.
2016년에 치러진 20대 총선에 같은 선거구에 출마했지만 더불어민주당의 남인순에게 밀리며 낙선했다.

## 의정 활동

### 대표 발의 법안
- 2012-07-31 공공데이터의 진흥 및 이용 활성화에 관한 법률안
- 2012-07-26 데이터베이스산업 진흥법안
- 2012-07-03 일제강점하 반민족행위 진상규명에 대한 특별법안
- 2012-06-29 정부조직법 일부개정법률안

### 한일군사정보보호협정 반대
김을동 의원은 "전범국가 일본과 무엇이 급해 여론을 무시한 채 졸속으로 한일 군사협정 체결을 처리한 것인지 이해할 수 없다"며 "역사성 없는 국무위원들은 퇴진하고 이명박 대통령은 한일군사협정 의결을 폐기하라"고 밝혔다. 또한 국회에서 열린 주요당직자회의에서 한일군사정보보호협정에 대해 "국민 여론을 무시한 채, 국회가 공전 상태인 틈을 타 국무회의에서 비밀리에 협정을 처리했다"면서 "국회가 개원에 합의한 만큼, 국회에서 떳떳하게 협정에 대해 논의해야 한다"고 주장했다.

### 18대 국회 의정활동

#### 대표 발의 법안
- 2011-10-12	방송법 일부개정법률안(김을동의원등 14인)
- 2011-10-12	저작권법 일부개정법률안(김을동의원등 14인)
- 2011-09-09	독립유공자예우에 관한 법률 일부개정법률안(김을동의원등 10인)
- 2011-09-05	공공데이터베이스의 제공 및 이용에 관한 법률안(김을동의원등 13인)
- 2011-08-25	전파법 일부개정법률안(김을동의원등 12인)
- 2011-08-23	위치정보의 보호 및 이용 등에 관한 법률 일부개정법률안(김을동의원등 11인)
- 2011-08-04	정보통신망 이용촉진 및 정보보호 등에 관한 법률 일부개정법률안(김을동의원등 10인)
- 2011-06-15	문화예술교육 지원법 일부개정법률안(김을동의원등 21인)
- 2011-06-08	정보통신기반 보호법 일부개정법률안(김을동의원등 13인)
- 2011-06-01	데이터베이스산업 진흥법안(김을동의원등 17인)
- 2011-05-24	방송통신발전 기본법 일부개정법률안(김을동의원등 10인)
- 2011-05-19	남북협력기금법 일부개정법률안(김을동의원등 11인)
- 2011-05-19	북한이탈주민의 보호 및 정착지원에 관한 법률 일부개정법률안(김을동의원등 11인)
- 2011-04-15	태권도 진흥 및 태권도공원 조성 등에 관한 법률 일부개정법률안(김을동의원등 10인)
- 2011-03-17	먹는물관리법 일부개정법률안(김을동의원등 13인)
- 2010-03-30	국가공무원법 일부개정법률안(김을동의원등 11인)
- 2010-03-18	초·중등교육법 일부개정법률안(김을동의원등 18인)
- 2010-03-18	교육기본법 일부개정법률안(김을동의원등 17인)
- 2010-02-25	독립유공자예우에 관한 법률 일부개정법률안(김을동의원등 10인)
- 2010-02-03	국가유공자 등 예우 및 지원에 관한 법률 일부개정법률안(김을동의원등 18인)
- 2009-11-24	정부조직법 일부개정법률안(김을동의원등 11인)
- 2009-11-23	전통공연예술진흥법안(김을동의원등 12인)
- 2009-11-23	국립묘지의 설치 및 운영에 관한 법률 일부개정법률안(김을동의원등 13인)
- 2009-11-10	독립유공자예우에 관한 법률 일부개정법률안(김을동의원등 14인)
- 2009-02-26	박물관 및 미술관 진흥법 일부개정법률안(김을동의원등 16인)
- 2009-02-09	문화재보호법 일부개정법률안(김을동의원등 11인)
- 2008-07-31	독립유공자예우에 관한 법률 일부개정법률안(김을동의원등 24인)
- 2011-03-14	부담금관리 기본법 일부개정법률안(김을동의원등 13인)
- 2011-03-14	게임산업진흥에 관한 법률 일부개정법률안(김을동의원등 13인)
- 2011-02-28	친일반민족행위자 재산의 국가귀속에 관한 특별법 일부개정법률안(김을동의원등 15인)
- 2011-02-28	일제강점하 반민족행위 진상규명에 관한 특별법 일부개정법률안(김을동의원등 15인)
- 2011-01-28	경찰공무원법 일부개정법률안(김을동의원등 10인)
- 2011-01-28	경찰직무 응원법 일부개정법률안(김을동의원등 10인)
- 2011-01-28	해양경찰청법안(김을동의원등 10인)
- 2011-01-28	정부조직법 일부개정법률안(김을동의원등 10인)
- 2010-12-29	국가공무원법 일부개정법률안(김을동의원등 15인)
- 2010-10-08	방송법 일부개정법률안(김을동의원등 11인)
- 2010-08-06	가정폭력범죄의 처벌 등에 관한 특례법 일부개정법률안(김을동의원등 12인)
- 2010-08-06	결혼중개업의 관리에 관한 법률 일부개정법률안(김을동의원등 13인)
- 2010-04-26	유아교육법 일부개정법률안(김을동의원등 10인)
- 2010-03-30	교육공무원법 일부개정법률안(김을동의원등 11인)
- 2010-03-30	지방공무원법 일부개정법률안(김을동의원등 11인)

## 국회 시절 관련 활동

### 친일파 비판과 과거사 청산 노력
- 2009년 7월 20일 공식임명장을 받은 현병철 국가인권위원장, 안병만 교육과학기술부 장관, 이건무 문화재청장 등이 모두 '친일 거물의 후손'이란 의혹을 제기하여, 개인 성명을 통해 "친일파 후손이 활개치는 대한민국을 만들어도 되는 것인지, 현 정부의 역사인식 부재에 참담한 심정을 감출 수 없다"고 성토했다.[9]
- 김완섭 등의 신종 친일파에 대해 비판하며 강력한 처벌 등을 촉구하는 등 성토했다.[10]
- 2010년 친일파 이해승이 한일강제병합에 공을 세운 대가로 작위를 받은 게 아니라며 국가가 환수한 3백억 원대 땅을 후손에게 돌려주라는 판결에 대해 역사적, 민족적 심판이 법령 해석의 이견으로 좌절되어서는 안 되며 차라리 법안 개정을 통해서라도 민족에 반하는 행위를 한 자는 끝까지 처벌받아야 한다고 말했다.[11][12][13] 2012년 9월 27일 발의한 ‘일제강점하 반민족행위 진상규명에 관한 특별법 일부개정법률안’이 19대 국회에서 통과되었다.[14]

### 신라호텔 한복 출입 제한, 호텔들의 한식당 외면 비판
국회 상임위원회 회의에 한복을 입고 출석한 김을동은 신라호텔의 한복 출입제한을 질타했다. 또한 상위 10개 호텔 중 한식당을 경영하는 특급 호텔이 고작 4곳에 불과하다며, 특급 호텔의 한식당 설치를 의무화해야 한다고 주장하였다.

### 일본 자위대 비판
2011년 8월 4일 일본이 방위백서에 독도를 명시함에 따라 유사시 자위대를 파견한다는 내부방침을 세운 것으로 알려진 것과 관련 "전범국 일본이 침략의 망령을 드러낸 이상, 어떤 군대도 보유하게 해서는 안 된다"고 주장했다. "우리가 일본의 침략주의 망동을 방관한다면, 순국선열과 호국영령 앞에 역사적 대죄를 짓는 것"이라며 "우리 정부는 중국, 러시아를 비롯한 태평양전쟁 피해 국가와의 국제 공조를 통해 일본이 다시는 침략과 군국주의의 망동을 일으키지 않도록 강력한 조치를 취해야 한다"고 말했다.

## 가족 및 친인척 관계
- 조부: 김좌진
  - 아버지: 김두한 - 대한민국 제3·6대 국회의원
  - 어머니: 이재희
    - 배우자: 송정웅
      - 아들: 송일국
      - 며느리: 정승연
        - 손자: 송대한, 송민국, 송만세

      - 딸: 송송이

## 저서
- 《김을동과 세 남자 이야기》(2011년 12월 8일 순정아이북스 ISBN 978-89-92337-29-8)

## 기타 이력
- 민주당 당무위원 겸 행정위원
- 새정치국민회의 당무위원 겸 행정위원
- 통합민주당 당무위원 겸 행정위원
- 자유민주연합 당무위원 겸 행정위원
- 한나라당 당무위원 겸 행정위원
- 참주인연합 당무위원 겸 행정위원
- 미래한국당 당무위원 겸 행정위원
- 친박연대 당무위원 겸 행정위원
- 미래희망연대 상임고문 겸 당무위원
- 백야 김좌진장군기념사업회 이사장
- 새누리당 상임고문 겸 최고위원
- 바른정당 상임고문 겸 최고위원
- 자유한국당 상임고문 겸 최고위원
- 미래통합당 상임고문 겸 당무위원
- 국민의힘 상임고문 겸 당무위원

## 수상 경력
| 연도   | 수상                                                                  |
| ------ | --------------------------------------------------------------------- |
| 2011년 | 국감 우수의원 선정                                                    |
| 2011년 | 대한민국 국회의원 의정대상                                            |
| 2011년 | 대한민국 나눔봉사대상(조국봉사부문)                                   |
| 2011년 | 2011년 장한어버이상                                                   |
| 2012년 | 대한민국 무궁화 애국상(입법부문)                                      |
| 2012년 | 자랑스런 대한민국 시민 대상 - 국가유공선양 공로대상(의정공직공로부문) |
| 2012년 | 제2회 2012 대한민국정경문화인 대상 - 정치발전부문                     |
| 2015년 | 2015 대한민국 의정대상                                                |

## 역대 선거 결과
|  | 32.2% |

|  | 65.33% |

|  | 7.62% |

|  | 20.95% |

|  | 30.23% |

|  | 13.18% |

|  | 51.38% |

|  | 39.69% |

## 소속 정당
| 소속 정당 | 소속 정당    | 소속 기간 | 비고           |
| --------- | ------------ | --------- | -------------- |
|           | 민주당       | 1991      | 정계 입문      |
|           | 민주당       | 1991~1995 | 합당           |
|           | 통합민주당   | 1995~1996 | 합당           |
|           | 무소속       | 1996      | 탈당           |
|           | 자유민주연합 | 1996~2002 | 입당           |
|           | 무소속       | 2002      | 탈당           |
|           | 한나라당     | 2002~2005 | 입당           |
|           | 무소속       | 2005~2007 | 탈당           |
|           | 한나라당     | 2007~2008 | 복당           |
|           | 무소속       | 2008      | 탈당           |
|           | 친박연대     | 2008~2010 | 입당           |
|           | 미래희망연대 | 2010~2012 | 당명 변경      |
|           | 한나라당     | 2012      | 합당           |
|           | 새누리당     | 2012~2016 | 당명 변경      |
|           | 무소속       | 2016~2017 | 합당           |
|           | 바른정당     | 2017      | 창당           |
|           | 무소속       | 2017      | 탈당           |
|           | 자유한국당   | 2017~2020 | 복당 정계 은퇴 |
|           | 미래통합당   | 2020      | 합당           |
|           | 국민의힘     | 2020~현재 | 당명 변경      |

## 같이 보기
- 대한민국 제18대 국회의원 선거 친박연대 후보 목록#비례대표
- 송파구 병
- 서울 송파구의 국회의원